# The Viking (1928)
The Viking is een stomme en Technicolor-film uit 1928 onder regie van Roy William Neill.

## Cast
| Acteur         | Personage     |
| -------------- | ------------- |
| Pauline Starke | Helga         |
| Donald Crisp   | Leif Ericsson |
| LeRoy Mason    | Alwin         |
| Anders Randolf | Eric the Red  |